# Mostarda da Forlì
Mostarda da Forlì, noto anche come Mostarda Forlivese, Mostarda dalla Strada o Mostarda Perelli (Forlì, 1350 circa – Roma, settembre 1405), è stato un condottiero e capitano di ventura italiano, signore di Amandola e Pollenza.

## Biografia
Mostarda da Forlì combatté insieme a Giovanni Acuto ed Alberico da Barbiano.
Prevalentemente fu al soldo dello Stato Pontificio, ma combatté anche per altri governi, come quelli di Bologna, Firenze e Milano.
Nel 1379 combatté nella battaglia di Marino a sostegno di Papa Urbano VI.
Nel 1394 intervenne in aiuto di Papa Bonifacio IX, in lotta contro i Colonna, scacciandoli da Roma grazie all'appoggio degli Orsini.
Nel 1402 combatté contro i Visconti prima per Firenze e poi per la Chiesa: ai suoi ordini si trova anche il condottiero Braccio da Montone.
Morì assassinato verso la fine di settembre del 1405 da Antonio Orsini e dai familiari di Paolo Orsini e venne sepolto a Roma nella chiesa di Santa Petronilla, oggi non più presente.

## Discendenza
Mostarda da Forlì ebbe una relazione sentimentale con una donna di nome Alessandra, da cui ebbe cinque figli, Gian Rainaldo, Regolante, Giovanni, Ludovico ed Antonio, e due figlie, il cui nome non ci è pervenuto. Giovanni e Ludovico, anch'essi capitani di ventura, sono noti sotto vari nomi: Giovanni Mostarda o Giovanni dalla Strada, il primo; Ludovico da Forlì, Ludovico Mostarda, Ludovico della Strata (o Strada), Ludovico del Friuli, il secondo. I figli vennero messi sotto tutela di Carlo I Malatesta, signore di Rimini, e della moglie Elisabetta Gonzaga. 